# Grupo Kabargin Oth
Tsiteli Khati (en georgiano: კაბარგინ) es un grupo de volcanes (del tipo volcán gris) ubicados en el territorio independiente de facto de Osetia del Sur que es reclamado por Georgia. Se compone de una docena de conos de ceniza y domos de lava y está situado cerca de la frontera con Rusia, al suroeste de volcán Monte Kazbek.
En cuanto a su geología se ubica en el Pleistoceno Holoceno, está formado por rocas como la andesita y dacita. Su última erupción es desconocida y se cree que se encuentra dormido en lo que respecta a su actividad.